# Emotion (Zeitschrift)
emotion ist eine monatlich erscheinende Frauenzeitschrift. Sie erscheint beim Emotion Verlag, der zum Inspiring Network gehört. Chefredakteurin ist seit April 2022 Friederike Trudzinski. Die verkaufte Auflage beträgt 54.612 Exemplare, ein Minus von 58,2 Prozent seit 2007.
Die Zeitschrift erschien erstmals am 17. Februar 2006 bei Gruner + Jahr. Im November 2009 wurde sie von Katarzyna Mol-Wolf im Rahmen eines Management-Buy-outs übernommen. Sie erscheint seitdem beim Emotion Verlag, der zum Inspiring Network gehört. Der Redaktionssitz wurde von München nach Hamburg verlegt. Zunächst hielt Mol-Wolf 72 Prozent der Anteile am Inspiring Network und Heiner Bente 28 Prozent der Anteile. Im Oktober 2010 übernahmen Anke und Thomas Rippert die Anteile von Heiner Bente. Anke Rippert hält seitdem 18 Prozent der Anteile und Thomas Rippert 10 Prozent der Anteile.
Seit 2010 zeichnet emotion Frauen mit dem emotion.award in verschiedenen Kategorien aus, die erfolgreich ihren Weg gehen und andere Frauen ermutigen, ihre Träume zu verwirklichen.
2011 startete das Inspiring Network die Philosophie-Zeitschrift Hohe Luft. Als Ableger von emotion erscheinen seit 2014 slow und Working Women und seit 2021 finanzielle.
Im Juni 2023 musste der Emotion Verlag Insolvenz anmelden. Grund dafür seien „gestiegene Papier- und Druckpreise, die Inflation, hohe Energiekosten sowie rückläufige Anzeigen- und Vertriebserlöse“. Im Januar 2024 erwarb die Busch Group, um Verleger Timo Busch, als alleinige Gesellschafterin die Rechte an emotion und führt die Zeitschrift fort. Katarzyna Mol-Wolf bleibt Herausgeberin.